# Out of Petticoat Lane
Out of Petticoat Lane è un cortometraggio muto del 1914 diretto da Francis J. Grandon.

## Trama
Una ragazza, povera lavandaia, si trova a dover affrontare delle grosse difficoltà sul lavoro quando incontra per fortuna una coppia benestante che la prende sotto la sua protezione.

## Produzione
Il film fu prodotto dalla Selig Polyscope Company.

## Distribuzione
Distribuito dalla General Film Company, il film - un cortometraggio in due bobine - uscì nelle sale cinematografiche statunitensi il 23 novembre 1914.